# Колотов, Сергей Сильвестрович
Сергей Сильвестрович Колотов (1859— 1916) — русский химик.

## Биография
Сергей Колотов родился в 1859 году. После завершения обучения на естественном отделении физико-математического факультета Санкт-Петербургского университета в 1883 году он продолжал занятия по химии в лаборатории профессора А. М. Бутлерова, а в 1884 году поступил лаборантом в Минный офицерский класс в Кронштадте.
В 1886 году он перешёл лаборантом в Санкт-Петербургский университет в лабораторию профессора Д. И. Менделеева (вместе с которым писал статьи для Энциклопедического словаря Брокгауза и Ефрона), а затем в лабораторию аналитической химии, где заведовал отделением количественного анализа. В 1893 году был приглашён обратно в Минный офицерский класс в Кронштадте преподавателем химии и взрывчатых веществ.
С. С. Колотов опубликовал в «Журнале Русского Физико-Химического Общества»: «Об отношении оксиметилена к аминам» (1885), «О составе соляной массы Чёрного моря» (1892) и нескольких других сообщений и отдельным изданием «Органическая химия», часть курса химии минного класса (СПб., 1901).